# 增尾站

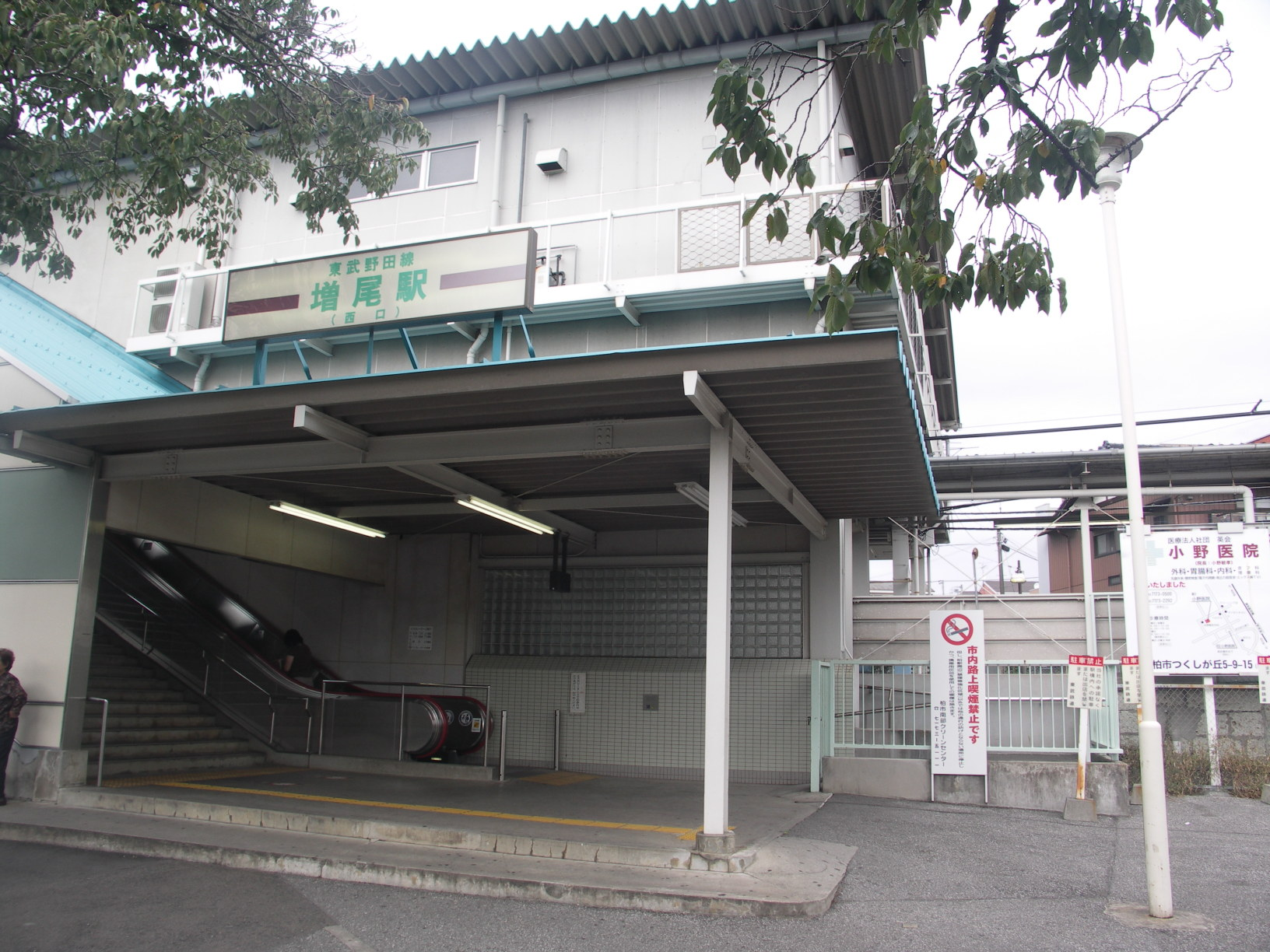
西口（2007年9月20日）

增尾站（日语：／ Masuo eki */?），位於日本千葉縣柏市增尾一丁目，是東武鐵道野田線（東武都市公園線）的鐵路車站。車站編號是TD 26。1923年（大正12年）12月27日伴隨北總鐵道船橋線開業而開業。

## 車站構造
側式月台2面2線地面車站，設有跨站式站房。
月台至閘內大堂之間與東口出入口至閘外大堂之間各設有扶手電梯聯絡。除此以外，2011年月台至閘外大堂之間與出入口至閘內大堂間也各設有升降機。

### 月台配置
| 月台 | 路線           | 方向 | 目的地                 |
| ---- | -------------- | ---- | ---------------------- |
| 1    | 東武都市公園線 | 下行 | 六實、新鎌谷、船橋方向 |
| 2    | 東武都市公園線 | 上行 | 柏、春日部、大宮方向   |

## 使用情況
2016年度1日平均上下車人次為13,194人。
近年1日平均上下、上車人次的推移如下表。
| 年度               | 1日平均 上下車人次 | 1日平均 上車人次 |
| ------------------ | ------------------ | ---------------- |
| 1993年（平成05年） | 19,051             | 9,554            |
| 1994年（平成06年） | 19,121             | 9,594            |
| 1995年（平成07年） | 19,763             | 9,500            |
| 1996年（平成08年） | 19,258             | 9,271            |
| 1997年（平成09年） | 18,306             | 8,799            |
| 1998年（平成10年） | 17,735             | 8,496            |
| 1999年（平成11年） | 16,905             | 8,069            |
| 2000年（平成12年） | 16,674             | 7,930            |
| 2001年（平成13年） | 15,248             | 7,598            |
| 2002年（平成14年） | 14,618             | 7,255            |
| 2003年（平成15年） | 14,408             | 7,149            |
| 2004年（平成16年） | 13,989             | 6,923            |
| 2005年（平成17年） | 13,998             | 6,851            |
| 2006年（平成18年） | 13,932             | 6,770            |
| 2007年（平成19年） | 13,727             | 6,737            |
| 2008年（平成20年） | 13,510             | 6,661            |
| 2009年（平成21年） | 13,221             | 6,535            |
| 2010年（平成22年） | 13,135             | 6,509            |
| 2011年（平成23年） | 13,039             | 6,506            |
| 2012年（平成24年） | 13,198             | 6,586            |
| 2013年（平成25年） | 13,312             | 6,653            |
| 2014年（平成26年） | 13,033             |                  |
| 2015年（平成27年） | 13,209             |                  |
| 2016年（平成28年） | 13,194             |                  |

## 相鄰車站
東武鐵道
 東武都市公園線
■急行、■普通
新柏（TD 25）－增尾（TD 26）－逆井（TD 27）

## 外部連結
- 增尾（車站資訊） - 東武鐵道